# Santa Ana (Francisco Morazán)
Santa Ana è un comune dell'Honduras facente parte del dipartimento di Francisco Morazán.
Nella divisione amministrativa del 1889 risulta già come comune autonomo, facente parte del Distretto di Sabanagrande.